# Greendale (Neil Young)
| Recensione | Giudizio |
| ---------- | -------- |
| AllMusic   | [ 1 ]    |

Greendale è il ventisettesimo album del cantautore canadese Neil Young, pubblicato il 19 agosto 2003.

## Descrizione
È il primo concept album nella lunga carriera di Neil Young. La storia narrata parla di un'investigazione su un caso irrisolto nella fantasiosa cittadina californiana di Greendale, tutto pervaso dall'atmosfera di insicurezza del dopo 11 settembre.
Greendale inoltre, con i suoi oltre 78 minuti (quasi il limite di capienza di un singolo CD), è stato il disco di inediti più lungo in assoluto dell'artista, fino alla pubblicazione di Psychedelic Pill (che è l'unico album di studio doppio dell'artista), per questo da molti è stato accusato di essere troppo prolisso. È un album ambizioso, che però non ottenne né dalla critica, né dal pubblico il successo sperato dall'artista canadese.
Sono uscite due edizioni speciali del disco: la prima versione, contemporanea alla pubblicazione originale, contiene il DVD dal vivo registrato a Vicar Street a Dublino il 19 agosto 2003. La seconda versione contiene il DVD con Inside Greendale che documenta le session di registrazione del disco ed è stata pubblicata il 24 febbraio 2004.

## Tracce
Testi e musiche di Neil Young.
1. Falling from Above – 7:27
2. Double E – 5:18
3. Devil's Sidewalk – 5:18
4. Leave the Driving – 7:14
5. Carmichael – 10:20
6. Bandit – 5:12
7. Grandpa's Interview – 12:57
8. Bringin' Down Dinner – 3:16
9. Sun Green – 12:03
10. Be the Rain – 9:13

## Formazione
- Neil Young - voce, chitarra, organo, armonica a bocca
- Ralph Molina - batteria, voce
- Billy Talbot - basso, voce
- The Mountainettes:
  - Pegi Young - voce
  - Nancy Hall - voce
  - Twink Brewer - voce
  - Sue Hall - voce